# Eric Drooker
Eric Drooker (* 1958 in New York City) ist ein US-amerikanischer Zeichenkünstler und Cartoonist.

## Leben
Drooker wuchs in New Yorks Lower East Side auf. Damals lebten in dem Stadtteil hauptsächlich Einwanderer aus der Arbeiterklasse, es herrschte eine linke politisch-aktive Stimmung. Drookers Großeltern waren jüdische Immigranten aus Osteuropa, sie beeinflussten ihn mit anarchistischem Gedankengut. Drooker interessierte sich früh für die Zeichenkunst und Cartoons, insbesondere die Holzschnitt-Literatur von Frans Masereel und Lynd Ward, sowie die Untergrund-Comics von Robert Crumb.
Drooker lernte Bildhauerei an der Cooper Union in New York. Nach dem Studium wandte er sich wieder verstärkt dem Zeichnen zu und gestaltete Poster und politische Flugblätter. Seine schwarz-weißen Bilder erinnern an Masereel und den Expressionismus der 1930er-Jahre. Sie wurden häufig kopiert und verwendet, manchmal auch für kommerzielle Zwecke und ohne Lizenz. Aber sie waren populär genug, um ihm ein kleines Einkommen als Straßenkünstler zu gewähren. In den 1980er-Jahren gehörte Drooker zur Hausbesetzer-Szene New Yorks und erlebte Intoleranz und das harte Vorgehen der Polizei gegen Straßenkünstler und -musiker.
Seine ersten Veröffentlichungen waren in linken Politik- und Musik-Zeitschriften. Später verkaufte er Zeichnungen an Publikationen mit einem größeren Publikum. Sein erstes Buch Flood! kam völlig ohne Texte aus und gewann den American Book Award. In den 1990er-Jahren erweiterte Drooker sein Spektrum von Zeichnung zu Malerei. Er gestaltete mehrere Titelbilder für die Zeitschrift The New Yorker und mit Illuminated Poems ein illustriertes Buch zu Gedichten von Allen Ginsberg. Sein drittes Buch Street Posters and Ballads of the Lower East Side ist eine Sammlung von Comics, Bildern, Essays und Musik.
In den 1990er-Jahren benutzte die deutsche Punk-Band …But Alive auf den meisten ihrer Albencover Zeichnungen von Eric Drooker.
Die Animationen im Film Howl – Das Geheul basieren auf dem Buch Illuminated Poems, das Drooker zusammen mit Allen Ginsberg veröffentlichte. Drooker wirkte auch bei Animation und Design des Films mit.
Drooker lebte bis 1998 in der Lower East Side, seitdem in Berkeley.

## Werke
- Flood! A Novel in Pictures. Dark Horse Comics 1992, ISBN 1-56971-821-0.
- Illuminated Poems (mit Allen Ginsberg). Four Walls Eight Windows 1996, ISBN 1-56858-070-3.
- Street Posters and Ballads of the Lower East Side. A Selection of Songs, Poems, and Graphics. Seven Stories Press 1998, ISBN 1-888363-77-0.
- Blood Song. A Silent Ballad. Dark Horse Comics 2002, ISBN 0-15-600884-X.
- Portraits of Israelis & Palestinians: For My Parents (mit Seth Tobocman). Soft Skull Pr 2003, ISBN 1-887128-83-2.
- Howl (mit Allen Ginsberg). Harper Perennial; Original edition 2010, ISBN 0-06-201517-6.